# Yunquera

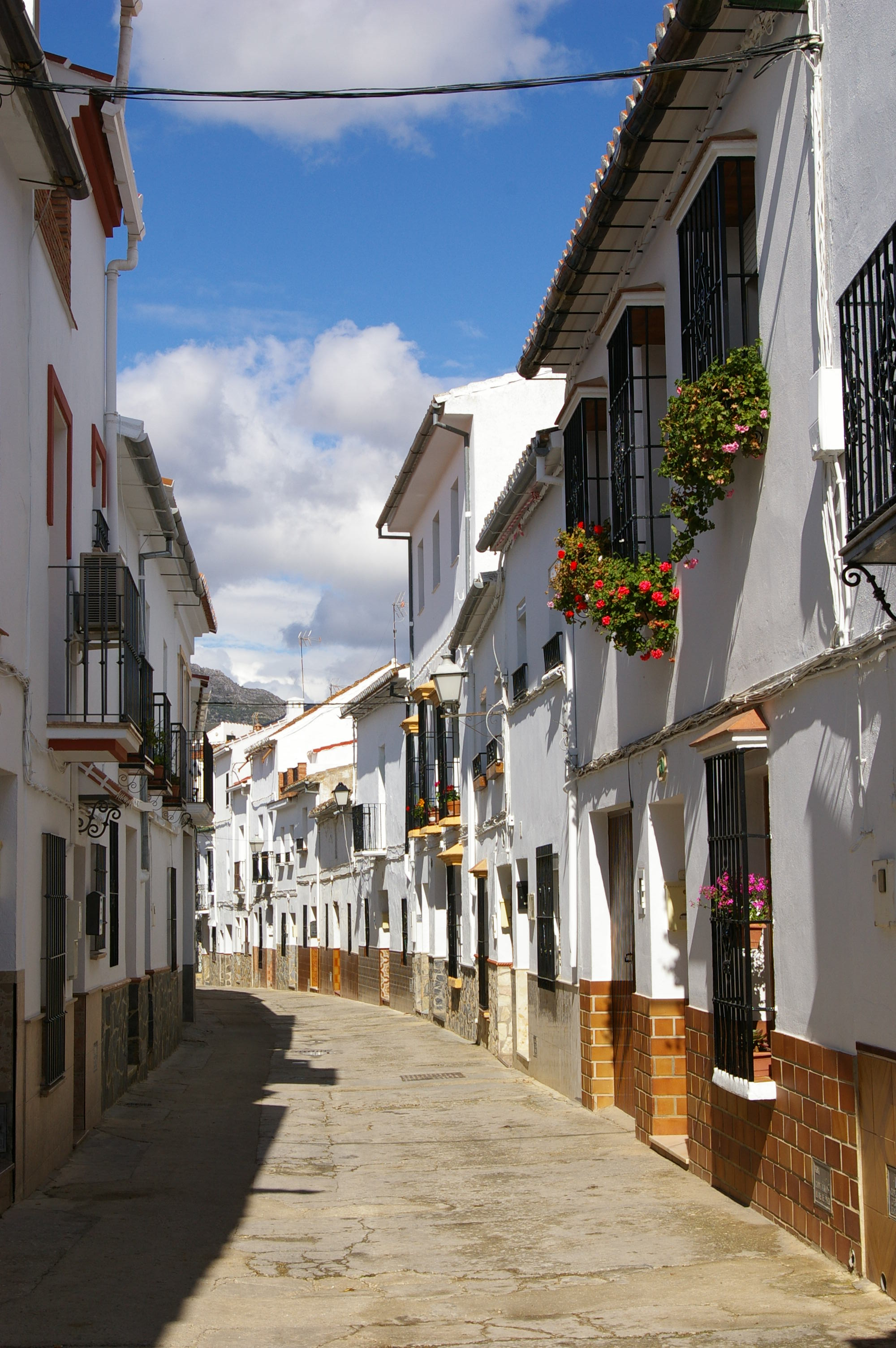
Yunquera, Calle Nueva

Yunquera is een gemeente in de Spaanse provincie Málaga in de regio Andalusië met een oppervlakte van 55 km². In 2007 telde Yunquera 3271 inwoners.
Yunquera was op 22 augustus 2024 aankomstplaats van een etappe in wielerkoers Ronde van Spanje. De finish lag er op de Alto de las Abejas op een hoogte van 734 m na een beklimming van 8,9 km aan gemiddeld 3,9%. De Australier Ben O'Connor won de rit en nam de rode leiderstrui over.